# Franz von Hauslab

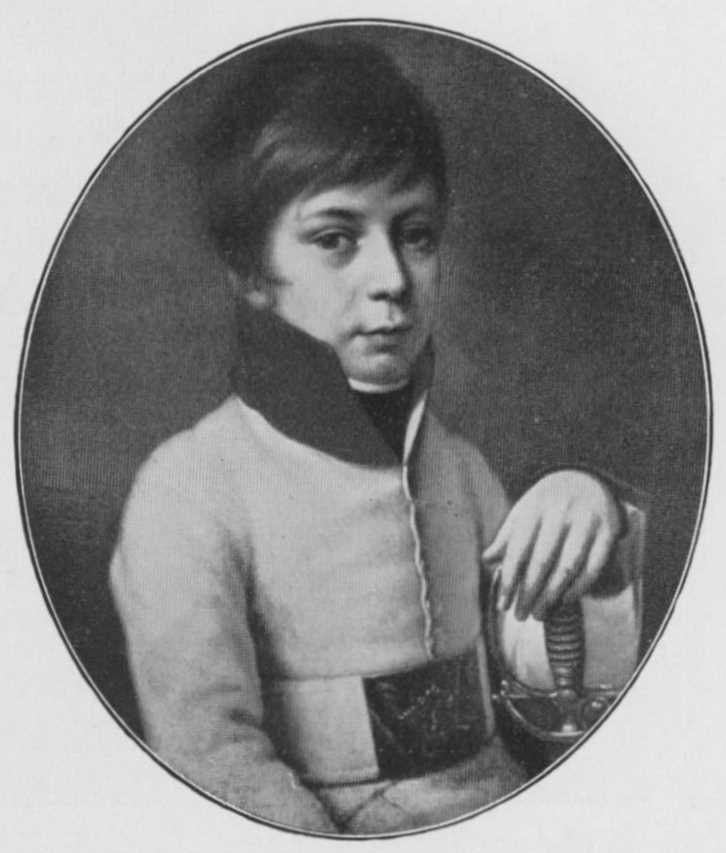
Franz Edler von Hauslab, Jugendbildnis von Johann Kastner

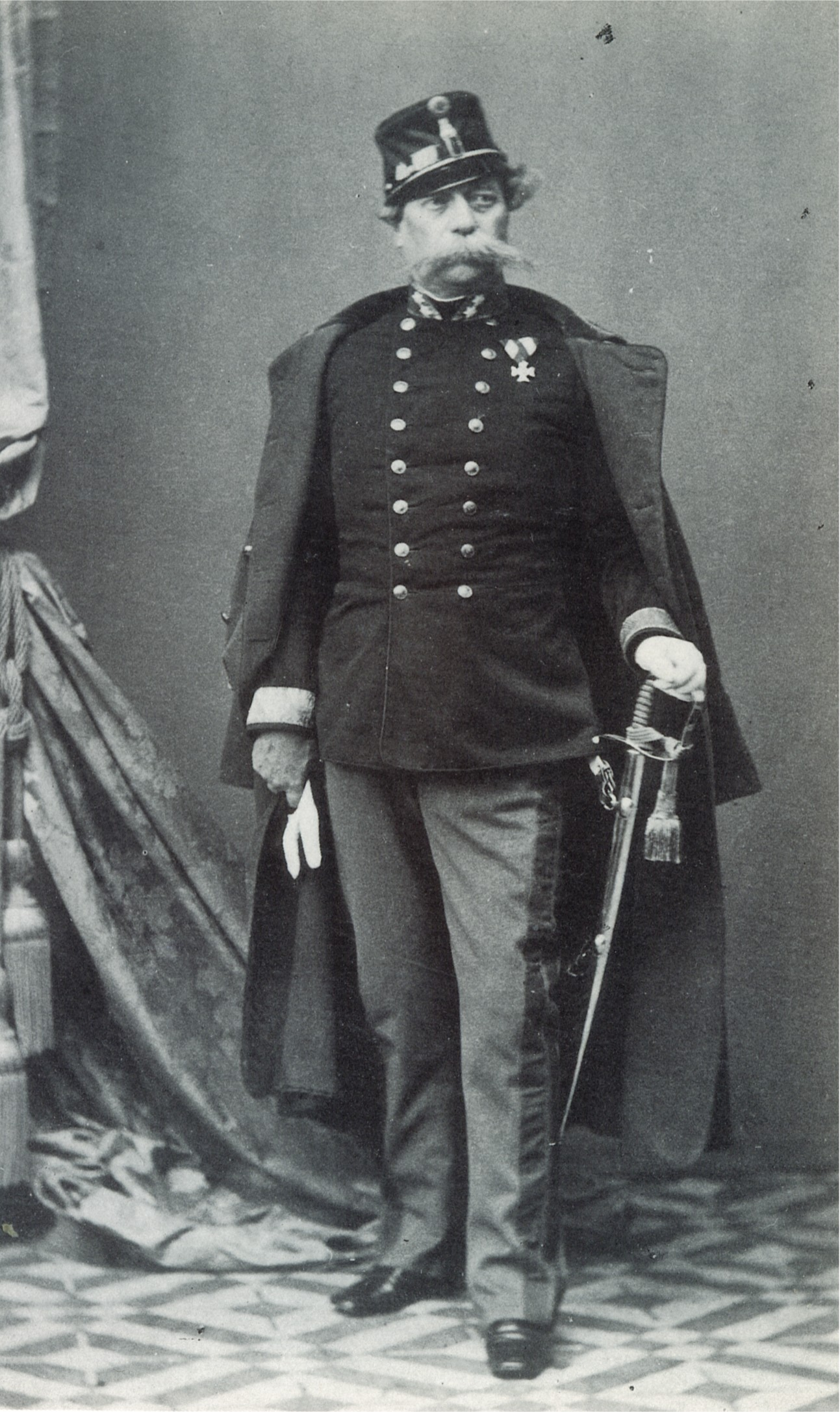
Franz Ritter von Hauslab, Fotografie von Ludwig Angerer, 1860

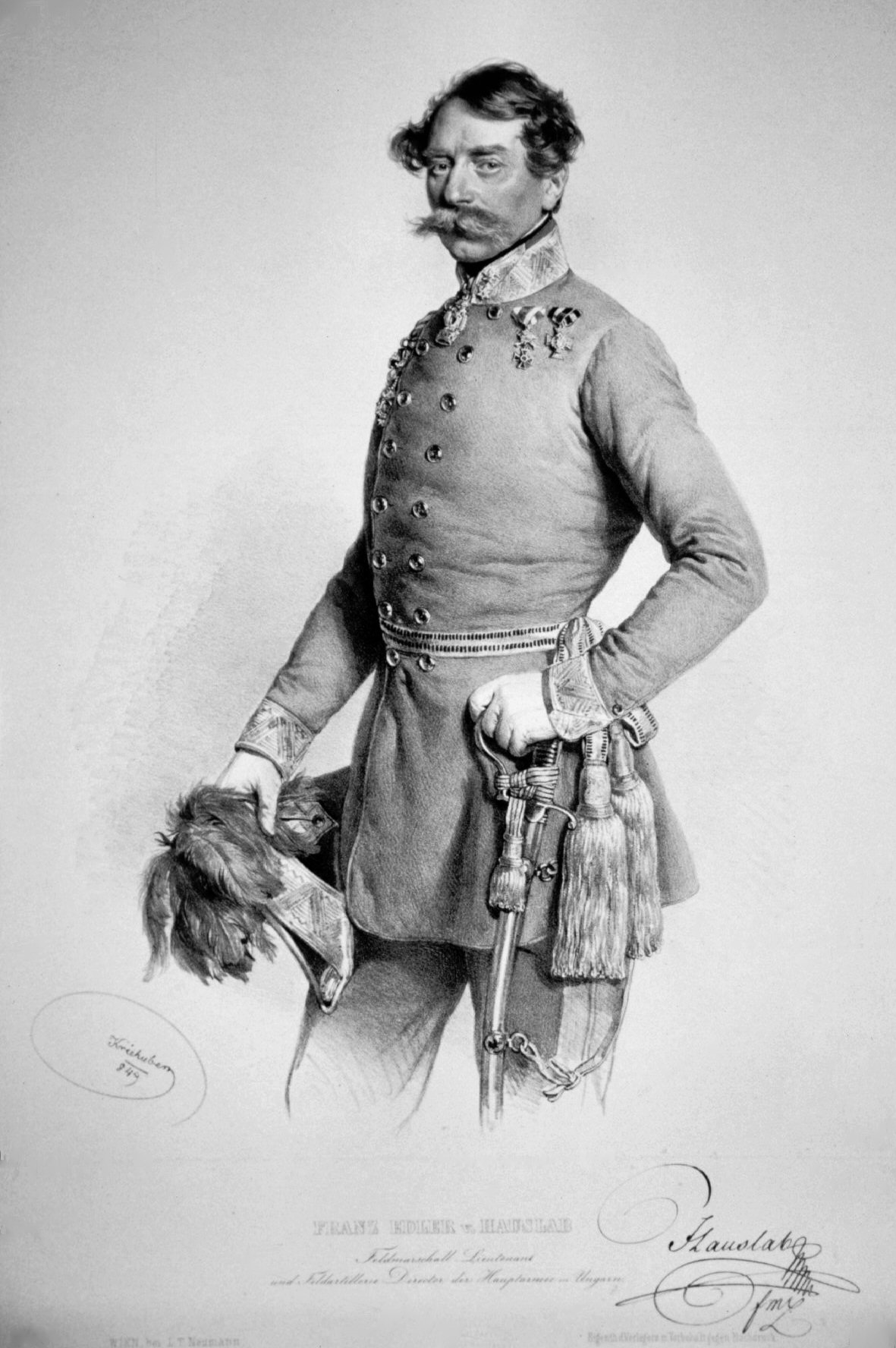
Franz von Hauslab Lithographie von Josef Kriehuber, 1849

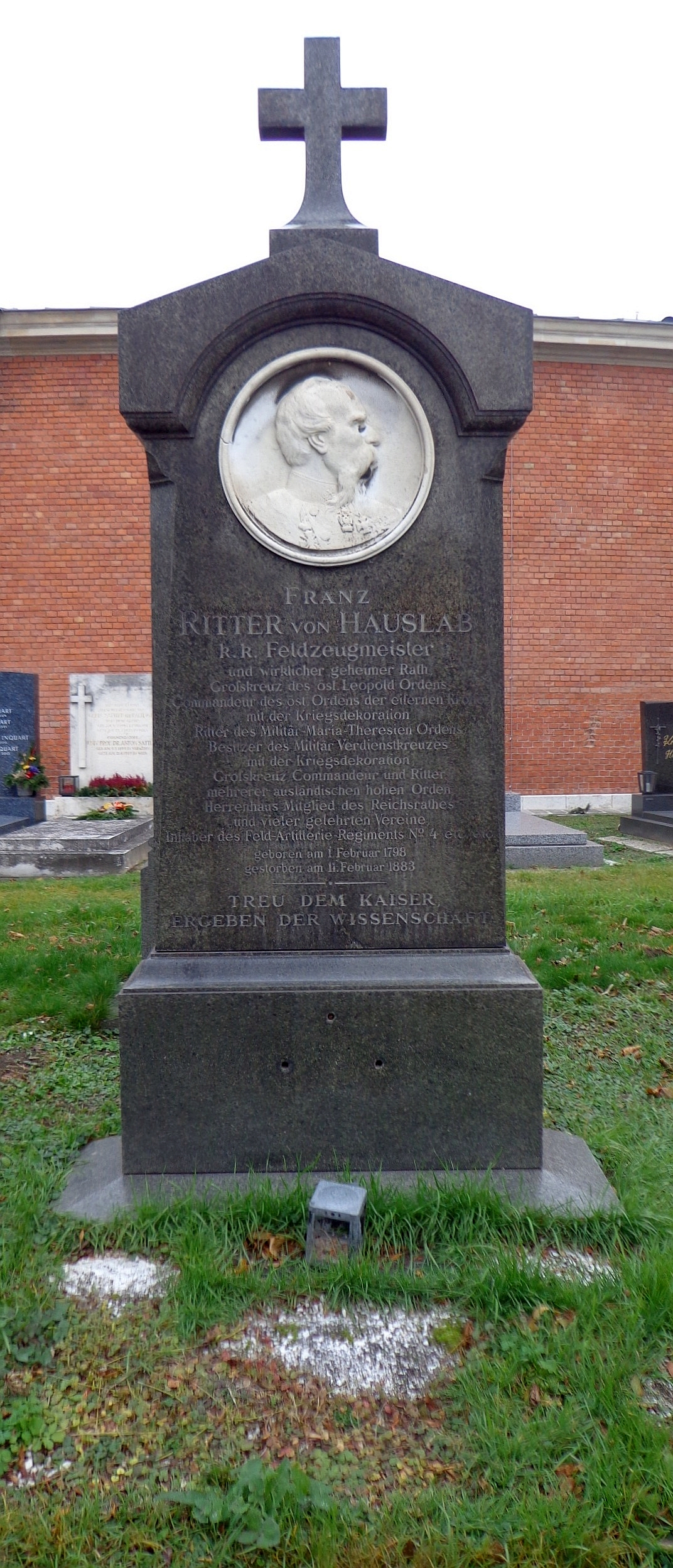
Wiener Zentralfriedhof – Grab des Franz von Hauslab

Franz Edler von Hauslab, ab 1850: Franz Ritter von Hauslab (* 1. Februar 1798 in Wien; † 11. Februar 1883 ebenda) war ein altösterreichischer General und Kartograf. 1849 erhielt er das Ritterkreuz des Militär-Maria-Theresien-Ordens.

## Leben
Franz von Hauslab war der Sohn des österreichischen Offiziers, Miniaturmalers und Zeichenlehrers Franz Edler von Hauslab (1749–1820). Er studierte an der Ingenieur-Akademie, nahm 1815 am Feldzug in Frankreich als Fähnrich teil und wurde 1816 in den Generalquartiermeisterstab aufgenommen.
1827 bis 1830 gehörte von Hauslab der Gesandtschaft in Konstantinopel an und fungierte als Instruktor der nach Wien zur Ausbildung gesandten türkischen Offiziere. Als Hauptmann und Major war er außerdem Erzieher von Erzherzog Albrecht, 1843 Lehrer des künftigen Kaisers Franz Joseph I. und seines Bruders Erzherzog Ferdinand Maximilian.
1848 befehligte er als Generalmajor die Artillerie bei der Belagerung Wiens. 1849 erhielt er für die Führung der Artillerie der kaiserlichen Hauptarmee unter FZM Haynau in der Schlacht von Szőreg (5. August) und Temesvár (9. August) das Ritterkreuz des Militär-Maria-Theresien-Ordens verliehen. 
Danach diente Hauslab 1854 bis 1860 als General-Artillerie-Direktor und 1860 bis 1865 als Chef des wissenschaftlichen Komitees des Kriegsministeriums. 1868 trat er als Feldzeugmeister in den dauernden Ruhestand.
Als Kartograf schuf er unter anderem die Farbskala zu den Höhenlinien in Karten. 1826 führte er die Farblithografie in die Kartografie ein. Zudem beschäftigte er sich mit geologischen Studien. Von Hauslab besaß eine bedeutende Bibliothek und Kunstsammlung, die er testamentarisch seiner Pflegerin (ab 1884 Ehefrau von Theodor von Hörmann, 1840–1895), Laura Bertuch (* 1842), vermachte und die im Juli 1883 von dem regierenden Fürsten Johann II. von Liechtenstein angekauft wurde.

## Werke (Auswahl)
- Darstellung der k. k. österreichischen Armee mit allen Chargen, nebst einem Anhang enthaltend die Militair-Musik-Banden, Artillerie-Bespannungen, Kriegs-Marine und sämtlichen Militair-Train, 1822–1825 bei Josef Trentsensky, Lithografien von Joseph Kriehuber. (Neuausgabe: Edition Tusch, Wien 1975)